# Le crime était presque parfum
 (juillet 2020).
Pour plus de détails, voir Fiche technique et Distribution.
Le crime était presque parfum (Past Perfumance en anglais) est un cartoon américain Merrie Melodies de 1955 réalisé par Chuck Jones mettant en scène Pépé le putois. 